# Aleksander Korman
Aleksander Korman (ur. 26 sierpnia 1926 w Kaczanówce, w powiecie skałackim, zm. 20 czerwca 2004 roku we Wrocławiu) – polski ekonomista, samorządowiec, działacz społeczny i historyk amator, doktor ekonomii, radny miasta Wrocławia.

## Życiorys
Był harcerzem Kresowej Drużyny Chorągwi Lwowskiej w Podwołoczyskach. W okresie drugiej wojny światowej członek oddziałów samoobrony na Kresach Wschodnich. Po wojnie wraz z innymi Polakami wysiedlony z rodzinnych terenów wschodnich; przesiedlony na Górny Śląsk.
Kształcił się w Gliwicach, a następnie we Wrocławiu, gdzie ukończył studia ekonomiczne. Z Wrocławiem związał się do końca życia, tam założył rodzinę; miał syna i córkę. W 1973 uzyskał stopień naukowy doktora. Był współzałożycielem Towarzystwa Miłośników Lwowa we Wrocławiu oraz założycielem Fundacji im. Świętego Andrzeja Boboli. Pełnił przez dwie kadencje funkcję radnego miasta Wrocławia.
Autor licznych publikacji oraz szkiców historycznych opisujących masowe zbrodnie dokonane na ludności polskiej na Wołyniu i Małopolsce Wschodniej przez Organizację Ukraińskich Nacjonalistów (OUN) i UPA.
Odznaczony m.in. Orderem Odrodzenia Polski oraz Złotym Krzyżem Zasługi.
Pochowany na Cmentarzu Grabiszyńskim.

## Kontrowersje

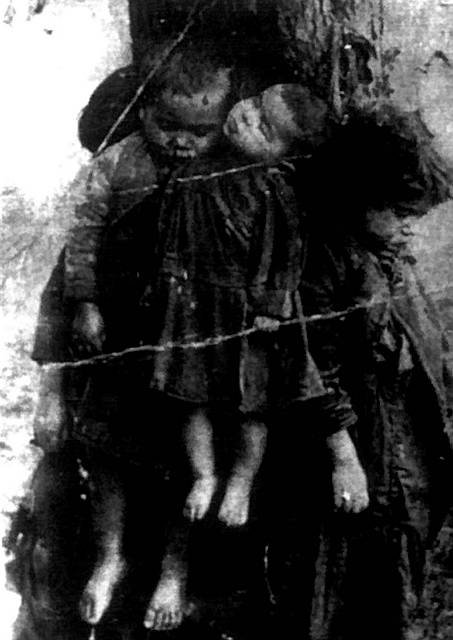
Zdjęcie mylnie przypisujące mord nacjonalistom ukraińskim

Widniejące w książce Kormana i na jej okładce, oraz w jego artykułach prasowych zdjęcie cygańskich dzieci, zamordowanych w 1923 r. przez ich obłąkaną matkę Mariannę Dolińską, zostało błędnie przez niego podpisane jako zdjęcie ofiar UPA z 1943 roku. Autor stwierdził, że „żołnierze UPA w 1943 i 1944 roku poczynili wiele takich wianuszków z dzieci, przybijając je do drzew w alei, którą nazwali drogą do samostijnej Ukrainy”. Fotografia ta posłużyła za wzór Marianowi Koniecznemu, twórcy projektu pomnika ofiar UPA.

## Publikacje
- Nieukarane zbrodnie SS-Galizien z lat 1943-1945, Londyn 1989
- Stosunek UPA do Polaków na ziemiach południowo-wschodnich II Rzeczypospolitej, Wydawnictwo Nortom, 2002. ISBN 83-85829-34-2
- Ludobójstwo UPA na ludności polskiej, 2003. ISBN 83-85829-84-9 (dokumentacja fotograficzna)